# 移民博物館 (墨爾本)
移民博物館是澳大利亚一間主要以移民歷史為主題的博物館，該館位於墨爾本菲林德斯街（Flinder Street）上的舊海關大樓（Old Customs House）內。博物館以其文藝復興風格建築的宏偉長廳（Long Room）而著名。
移民博物館於1998年成立，是負責維多利亞州文化及科學收藏品的維多利亞博物館轄下的一間博物館，亦是墨爾本博物館（包括皇家展覽館）及Scienceworks Museum的姊妹館。
除了移民歷史記錄外，博物館還舉辦各種旅遊展覽及提供教育計劃。